# Pałac w Janowicach
Pałac w Janowicach (niem. Schloss Klein Jänowitz) – zabytkowy pałac we wsi Janowice (województwo dolnośląskie),  w Polsce, w powiecie legnickim, w gminie Ruja.

## Historia
Obiekt wybudowany w XIX w. jest częścią zespołu parkowo-pałacowego.